# Championnat d'Amérique du Sud et centrale féminin de handball
Le Championnat d'Amérique du Sud et centrale féminin de handball est la compétition officielle pour les équipes nationales de handball d'Amérique du Sud et d'Amérique centrale, et a lieu tous les deux ans. Il sert de qualification pour le Championnat du monde.
Le championnat est le résultat de la séparation de la Fédération panaméricaine de handball et de la création de la Confédération d'Amérique du Sud et centrale de handball. Précédemment, les équipes participaient au Championnat panaméricain.

## Palmarès
| Édition   | Pays organisateur | Médaille d'or, Amérique du Sud | Médaille d'argent, Amérique du Sud | Médaille de bronze, Amérique du Sud |
| --------- | ----------------- | ------------------------------ | ---------------------------------- | ----------------------------------- |
| 2018      | Brésil            | Brésil                         | Argentine                          | Paraguay                            |
| 2021      | Paraguay          | Brésil                         | Argentine                          | Paraguay                            |
| 2022 (en) | Argentine         | Brésil                         | Argentine                          | Chili                               |
| 2024 (en) | Argentine         | Brésil                         | Argentine                          | Uruguay                             |

## Bilan

### Tableau d'honneur
| Rang | Équipe nationale | Médaille d'or, Amérique du Sud | Médaille d'argent, Amérique du Sud | Médaille de bronze, Amérique du Sud | Total |
| ---- | ---------------- | ------------------------------ | ---------------------------------- | ----------------------------------- | ----- |
| 1    | Brésil           | 4                              | 0                                  | 0                                   | 4     |
| 2    | Argentine        | 0                              | 4                                  | 0                                   | 4     |
| 3    | Paraguay         | 0                              | 0                                  | 2                                   | 2     |
| 4    | Chili            | 0                              | 0                                  | 1                                   | 1     |
| 4    | Uruguay          | 0                              | 0                                  | 1                                   | 1     |

### Bilan par édition
| Équipe nationale | 2018                                | 2021                                | 2022                               | 2024                                | Part. |
| ---------------- | ----------------------------------- | ----------------------------------- | ---------------------------------- | ----------------------------------- | ----- |
| Argentine        | Médaille d'argent, Amérique du Sud  | Médaille d'argent, Amérique du Sud  | Médaille d'argent, Amérique du Sud | Médaille d'argent, Amérique du Sud  | 4     |
| Bolivie          | -                                   | 6e                                  | -                                  | -                                   | 1     |
| Brésil           | Médaille d'or, Amérique du Sud      | Médaille d'or, Amérique du Sud      | Médaille d'or, Amérique du Sud     | Médaille d'or, Amérique du Sud      | 4     |
| Chili            | 4e                                  | 5e                                  | Médaille d'argent, Amérique du Sud | 5e                                  | 4     |
| Nicaragua        | -                                   | forfait                             | -                                  | -                                   | 0     |
| Paraguay         | Médaille de bronze, Amérique du Sud | Médaille de bronze, Amérique du Sud | 5e                                 | 4e                                  | 4     |
| Salvador         | -                                   | -                                   | -                                  | 6e                                  | 1     |
| Uruguay          | 5e                                  | 4e                                  | 4e                                 | Médaille de bronze, Amérique du Sud | 4     |

- Légende :    — Pays hôte